# ای‌قلعه‌سی
ای‌قلعه‌سی، روستایی از توابع بخش مرکزی شهرستان تکاب در استان آذربایجان غربی ایران است.
این روستا شرقی ترین نقطه استان آذربایجان غربی از لحاظ مختصات جغرافیایی و مسکونی بودن است.

## جمعیت
این روستا در دهستان انصار قرار دارد و براساس سرشماری مرکز آمار ایران در سال ۱۳۸۵، جمعیت آن ۱۸۴ نفر (۳۰ خانوار) بوده‌است.